# アステル中部
アステル中部とは、
- かつて中部地域において展開されていたアステルPHS事業のサービスブランド名。「アステル中部」
- かつて中部地域においてPHS事業を行っていた電気通信事業者。「株式会社アステル中部」

本稿ではかつて中部地域においてアステルブランドを用い展開されていたPHS事業、またそれに付随する事業を詳述。

## 業務地域
- 長野県、岐阜県[1]、静岡県(富士川以西)、愛知県、三重県[2]

※中部電力の営業区域と同じである。

## 年表
- 1994年10月25日 - 株式会社アステル中部設立。
- 1996年4月1日 - アステル中部サービス開始。
- 2000年11月1日 - 経営再建のため、中部テレコミュニケーション(CTC)が株式会社アステル中部を合併。
- 2004年5月12日 - アステル中部サービスの新規受付を終了。
- 2005年
  - 2月27日 - コンビニエンスストアでの料金収納を中止。
  - 5月27日 - アステル中部サービスを終了。全国で8社目の撤退。

## 料金体系

### 料金プラン
- 音声端末向け
  - スタンダードプラン
月額基本料2,600円(税込2,730円)
  - エコノミープラン
月額基本料1,300円(税込1,365円)
  - スーパーファミリー割引
月額基本料1,300円(税込1,365円)
  - きめトーク
月額基本料700円(税込735円)
契約時に登録した三ヶ所へのみ発信可能なプラン。きめトーク対応端末でのみ契約可能。料金はスタンダードプランと同額。
- データ通信端末向け
  - とくとくデータ
月額基本料700円(税込735円)
  - 64k着信専用プラン
月額基本料200円(税込210円)

### 割引サービス
- 長期利用W割引

## アステル中部独自のサービス

### 5円コール
アステル中部同士の通話や指定プロバイダへの接続料金が格安になる。最低課金が5円からという料金設定は、当時のPHS業界では最安値だった。なお、アステル中部サービスエリア外での発信の場合は対象にならない。 
- 5円コール
付加利用料 月額100円
- 5円コールパック80
付加利用料 月額300円
料金が5円コールと同等になる上、最大80分の無料通話・通信分(300円)が付いてくる。
- 5円コールパック320
付加利用料 月額1,050円
料金が5円コールと同等になる上、最大320分の無料通話・通信分(1,680円)が付いてくる。
- 5円コールパック800
付加利用料 月額2,100円
料金が5円コールと同等になる上、最大840分の無料通話・通信分(4,200円)が付いてくる。

## CMキャラクター
- 吉川ひなの
- 榎本加奈子 - アステル東京のCMを流用。
- ネプチューン